# Simone Forbes
Simone Nagina Forbes (sinh ngày 20 tháng 6 năm 1981) là một vận động viên thể thao người Jamaica, đã đại diện cho Jamaica trong không dưới năm môn thể thao, bao gồm bóng lưới, bóng chuyền, bóng rổ, bóng đá và bóng mềm.
Forbes chơi bóng rổ với U21 Jamaica vào năm 1998, trước khi ra mắt với đội tuyển quốc gia Jamaica vào năm sau. Cô tiếp tục chơi cho đội tuyển quốc gia, giành huy chương đồng tại hai Giải vô địch thế giới (2003, 2007) và tại Đại hội thể thao Khối thịnh vượng chung (2002); cô cũng giành được huy chương bạc tại World Netball Series khai mạc năm 2009, sau đó là một huy chương đồng khác vào năm 2010 Mặc dù quyết định nghỉ ngơi một thời gian ngắn sau World Series, Forbes vẫn là đội trưởng của các Sunshine Girls và được chọn làm người cầm cờ cho Jamaica tại Đại hội Thể thao Khối thịnh vượng chung năm 2010 ở Delhi. [5] Kể từ năm 2010, Forbes chơi bóng lưới trong nước cho Waulgrovians.
Trong môn bóng chuyền, cô giành được học bổng thể thao tại Mercy College, New York vào năm 2004. Năm 2005 Forbes công khai tham gia thi đấu lần đầu tiên cho đội bóng chuyền quốc gia Jamaica, và tốt nghiệp trường Mercy College vào năm sau.
Năm 2011, Forbes khi có thử nghiệm dương tính với chất cấm Clomiphene - thường được sử dụng bởi các vận động viên sử dụng steroid, nhưng cũng thường được sử dụng trong điều trị sinh sản - trong một lần test ngoài cuộc thi. Sau đó, cô đã bị Ủy ban chống doping Jamaica cấm chơi bóng rổ trong ba tháng; lệnh cấm dự kiến sẽ kết thúc ngay sau Giải vô địch bóng lưới thế giới 2011 tại Singapore.